# Korisliiga
A Korisliiga (em português:  Liga de Basquetebol) é a competição mais importante do basquetebol masculino da Finlândia, disputado desde 1939 tem o Pantterit com 14 títulos como maior campeão na história do torneio. É organizada sob as normas da Federação Internacional de Basquetebol pela Associação Finlandesa de Basquetebol (em finlandês:  Suomen Koripalloliitto.

## Clubes Participantes  2016—2017
- Helsinki Seagulls, Helsinki
- Joensuun Kataja, Joensuu
- Kauhajoen Karhu, Kauhajoki
- Kouvot, Kouvola
- KTP Basket, Kotka
- Kobrat, Lapua
- BC Nokia, Nokia
- Salon Vilpas, Salo
- Tampereen Pyrintö, Tampere
- Korihait, Uusikaupunki

## Detentores de Títulos
| - 1938-39 Ylioppilaskoripalloilijat - 1939-40 Eiran Kisa-Veikot - 1940-41 Kadettikoulu - 1941-43 Não disputado - Segunda Guerra Mundial - 1943-44 Kiri-Veikot - 1944-45 Kiri-Veikot - 1945-46 NMKY Helsinki - 1946-47 NMKY Helsinki - 1947-48 Kiri-Veikot - 1948-49 HOK-Veikot - 1949-50 HOK-Veikot - 1950-51 HOK-Veikot - 1951-52 HOK-Veikot - 1952-53 Pantterit - 1953-54 Pantterit - 1954-55 Pantterit - 1955-56 Pantterit - 1956-57 Pantterit - 1957-58 KTP - 1958-59 Pantterit - 1959-60 Torpan Pojat - 1960-61 Helsingin Kisa-Toverit - 1961-62 Helsingin Kisa-Toverit | - 1962-63 Helsingin Kisa-Toverit - 1963-64 Helsingin Kisa-Toverit - 1964-65 Helsingin Kisa-Toverit - 1965-66 Torpan Pojat - 1966-67 KTP - 1967-68 Espoon Honka - 1968-69 Espoon Honka - 1969-70 Espoon Honka - 1970-71 Espoon Honka - 1971-72 Espoon Honka - 1972-73 Turun NMKY - 1973-74 Espoon Honka - 1974-75 Turun NMKY - 1975-76 Espoon Honka - 1976-77 Turun NMKY - 1977-78 Torpan Pojat - 1978-79 Espoon Honka - 1979-80 Pantterit - 1980-81 Torpan Pojat - 1981-82 Turun NMKY - 1982-83 Torpan Pojat - 1983-84 NMKY Helsinki | - 1984-85 NMKY Helsinki - 1985-86 Torpan Pojat - 1986-87 NMKY Helsinki - 1987-88 KTP - 1988-89 NMKY Helsinki - 1989-90 Uudenkaupungin Urheilijat - 1990-91 KTP - 1991-92 NMKY Helsinki - 1992-93 KTP - 1993-94 KTP - 1994-95 Kouvot - 1995-96 Torpan Pojat - 1996-97 Torpan Pojat - 1997-98 Torpan Pojat - 1998-99 Kouvot - 1999-00 Namika Lahti - 2000-01 Espoon Honka - 2001-02 Espoon Honka - 2002-03 Espoon Honka - 2003-04 Kouvot - 2004-05 Lappeenrannan NMKY - 2005-06 Lappeenrannan NMKY - 2006-07 Espoon Honka - 2007-08 Espoon Honka - 2008-09 Namika Lahti | - 2009-10 Tampereen Pyrintö - 2010-11 Tampereen Pyrintö - 2011-12 Bisons Loimaa (Nilan) - 2012-13 Bisons Loimaa (Nilan) - 2013-14 Tampereen Pyrintö - 2014-15 Kataja - 2015-16 Kouvot - 2016-17 Kataja - 2017-18 Kauhajoen Karhu - 2018-19 Kauhajoen Karhu - 2019-20 Cancelado - 2020-21 Salon Vilpas - 2021-22 Kauhajoen Karhu - 2022-23 Helsinki Seagulls - 2023-24 BC Nokia - 2024-25 Helsinki Seagulls |

## Performance por clube
| Clube                     | Títulos | Temporada                                                                          |
| ------------------------- | ------- | ---------------------------------------------------------------------------------- |
| Pantterit                 | 14      | 1944, 1945, 1948, 1949, 1950, 1951, 1952, 1953, 1954, 1955, 1956, 1957, 1959, 1980 |
| Espoon Honka              | 13      | 1968, 1969, 1970, 1971, 1972, 1974, 1976, 1979, 2001, 2002, 2003, 2007, 2008       |
| Torpan Pojat              | 9       | 1960, 1966, 1978, 1981, 1983, 1986, 1996, 1997, 1998                               |
| Helsingin NMKY            | 7       | 1946, 1947, 1984, 1985,1987, 1989, 1992                                            |
| KTP                       | 6       | 1958, 1967, 1988, 1991, 1993, 1994                                                 |
| Helsingin Kisa-Toverit    | 5       | 1961, 1962, 1963, 1964, 1965                                                       |
| Turun NMKY                | 4       | 1973, 1975, 1977, 1982                                                             |
| Kouvot                    | 3       | 1995, 1999, 2004, 2016                                                             |
| Tampereen Pyrintö         | 3       | 2010, 2011, 2014                                                                   |
| Lappeenrannan NMKY        | 2       | 2005, 2006                                                                         |
| Namika Lahti              | 2       | 2000, 2009                                                                         |
| Bisons Loimaa             | 2       | 2012, 2013                                                                         |
| Kataja                    | 2       | 2015, 2017                                                                         |
| Ylioppilaskoripalloilijat | 1       | 1939                                                                               |
| Eiran Kisa-Veikot         | 1       | 1940                                                                               |
| Kadettikoulu              | 1       | 1941                                                                               |
| UU                        | 1       | 1990                                                                               |
| Kauhajoen Karhu           | 1       | 2018                                                                               |